# Ijuí (kommun)
Ijuí är en kommun i Brasilien.   Den ligger i delstaten Rio Grande do Sul, i den södra delen av landet, 1 500 km söder om huvudstaden Brasília. Antalet invånare är 78 920.
Följande samhällen finns i Ijuí:
- Ijuí

Trakten runt Ijuí består till största delen av jordbruksmark. Runt Ijuí är det ganska tätbefolkat, med 58 invånare per kvadratkilometer.